# Gianni Guadalupi
Gianni Guadalupi (Omegna, 1943 – Verbania, 23 ottobre 2007) è stato uno scrittore, traduttore e saggista italiano.

## Biografia
È noto soprattutto come autore di volumi di pregio dell'editore Franco Maria Ricci, del quale ha anche curato le collane Biblioteca di Babele (1975-1985), Guide Impossibili (1985-2002), Antichi Stati, Signorie e Principati, Il Sogno di FMR e Tesori d’Italia. Ha scritto la voce Storia di Parma dell'Enciclopedia di Parma.
È stato condirettore del mensile Le Vie del Mondo del Touring Club Italiano.
Ha tradotto opere di celebri scrittori di lingua spagnola, tra cui Isabel Allende, Jorge Luis Borges e Gabriel García Márquez.
Grande appassionato di viaggi, ha scritto diversi libri per l'editore White Star, tra cui La scoperta del Nilo, La Cina rivelata e La magia del Mar Rosso. Coralli e deserti, tradotti in diverse lingue.

## Pubblicazioni
Selezione di pubblicazioni:
- Dizionario dei luoghi fantastici (con Alberto Manguel), ed. Archinto, 1980 (2ª ed. 2010)[2]
- Orienti. Viaggiatori scrittori dell'Ottocento (a cura di), Feltrinelli, 1989[3]
- Milano e la Lombardia, ed. Silvana, 1989
- I Signori del Po - Dal Monviso a Cremona, Franco Maria Ricci, 2000
- Parma. Ediz. a colori (con Marzio Dall'Acqua), Franco Maria Ricci, 2000 (2ª ed. 2020)
- Mosca: le chiese riemerse (con Tatjana Vorobjeva), ed. in italiano e inglese, Bellavite Editore, 2000
- La scoperta del Nilo, ediz. illustrata, Edizioni White Star, 1998 (2ª ed. 2008)
- Sahara an ocean of sand, ed. illustrata (con Paolo Novaresio), White Star, 2000
- La magia del Mar Rosso. Coralli e deserti (con Giorgio Mesturini), White Star, 2002
- La Cina rivelata. L'Occidente incontra il Celeste Impero, White Star, 2003
- La Sacra Bibbia. Luoghi e storie del Vecchio e del Nuovo Testamento, White Star, 2003
- Bears, ediz. illustrata (con Eric Baccega), White Star, 2003
- Superga segreta. Il Mausoleo dei Savoia (con Gabriele Reina), ed. Omega, 2008
- I grandi tesori, ediz. illustrata, White Star, 2008
- Gatto felice fa troppe storie, ed. Ediplan, 2008
- Firenze e Toscana, ediz. illustrata (con Antonio Attini), White Star, 2008

## Traduzioni
- Piano di evasione, di Adolfo Bioy Casares, Bompiani, 1969
- Come leggere Paperino. Ideologia e politica nel mondo di Disney, di Ariel Dorfman, Feltrinelli, 1972
- Racconti brevi e straordinari, di Adolfo Bioy Casares, Franco Maria Ricci, 1973
- L'alienista, di Joaquim Machado de Assis, Franco Maria Ricci, 1976
- Il mistero della cripta stregata, di Eduardo Mendoza, Feltrinelli, 1990
- Eva Luna racconta, di Isabel Allende, Feltrinelli, 1992 (2ª ed. 2020)
- Paula, di Isabel Allende, Feltrinelli, 1997
- Storia dell'eternità, di Jorge Luis Borges, Adelphi, 1997
- La verità sul caso Savolta, di Eduardo Mendoza, Feltrinelli, 1998
- Periodismo militante, di Gabriel Garcia Marquez, ed. Fuoridallerotte, 2006
- Respirazione artificiale, di Ricardo Piglia, ed. Sur, 2012